# La via del mare
La via del mare è un live del cantautore Claudio Lolli eseguito dal vivo il 29 ottobre 2005 con la partecipazione del musicista e chitarrista Paolo Capodacqua e il poeta Gianni D'Elia..

## Tracce
1. L'azzurro dell'azzurro dell'azzurro
2. La fine del cinema muto
3. Che cosa non può non essere la luce
4. Tien An Men
5. Tien An Men
6. Ma la tromba è venuta in un minuto
7. L'amore ai tempi del fascismo
8. Angoscia metropolitana
9. Il fuoco fondeva l'acciaio
10. E qui concluse
11. Canzone di bassa lega
12. È tutto il giorno che giran sulla testa
13. Primo maggio
14. Era quasi questa l'ora
15. Come sono dispettose queste nuvole
16. Ti ricordi Carlini
17. Quello lì (Compagno Gramsci)
18. Una sera di novembre
19. Anna di Francia
20. Eppure noi avevamo un sogno